# فرودگاه هیفورک
فرودگاه هیفورک (به انگلیسی: Hayfork Airport) یک فرودگاه همگانی است که یک باند فرود آسفالت دارد و طول باند آن ۱۲۵۴ متر است. این فرودگاه در کشور ایالات متحده آمریکا قرار دارد و در ارتفاع ۷۰۷٫۴ متری از سطح دریا واقع شده‌است.